# Бяла ръка
Бяла ръка (ср. Бела рука) е сръбска офицерска паравоенна организация създадена през 1912 г., поставила си задача създаването на южнославянска държава под сръбска доминанта.
Организацията се ползва с подкрепата на сръбските управляващи кръгове.